# 千葉県道59号市川印西線

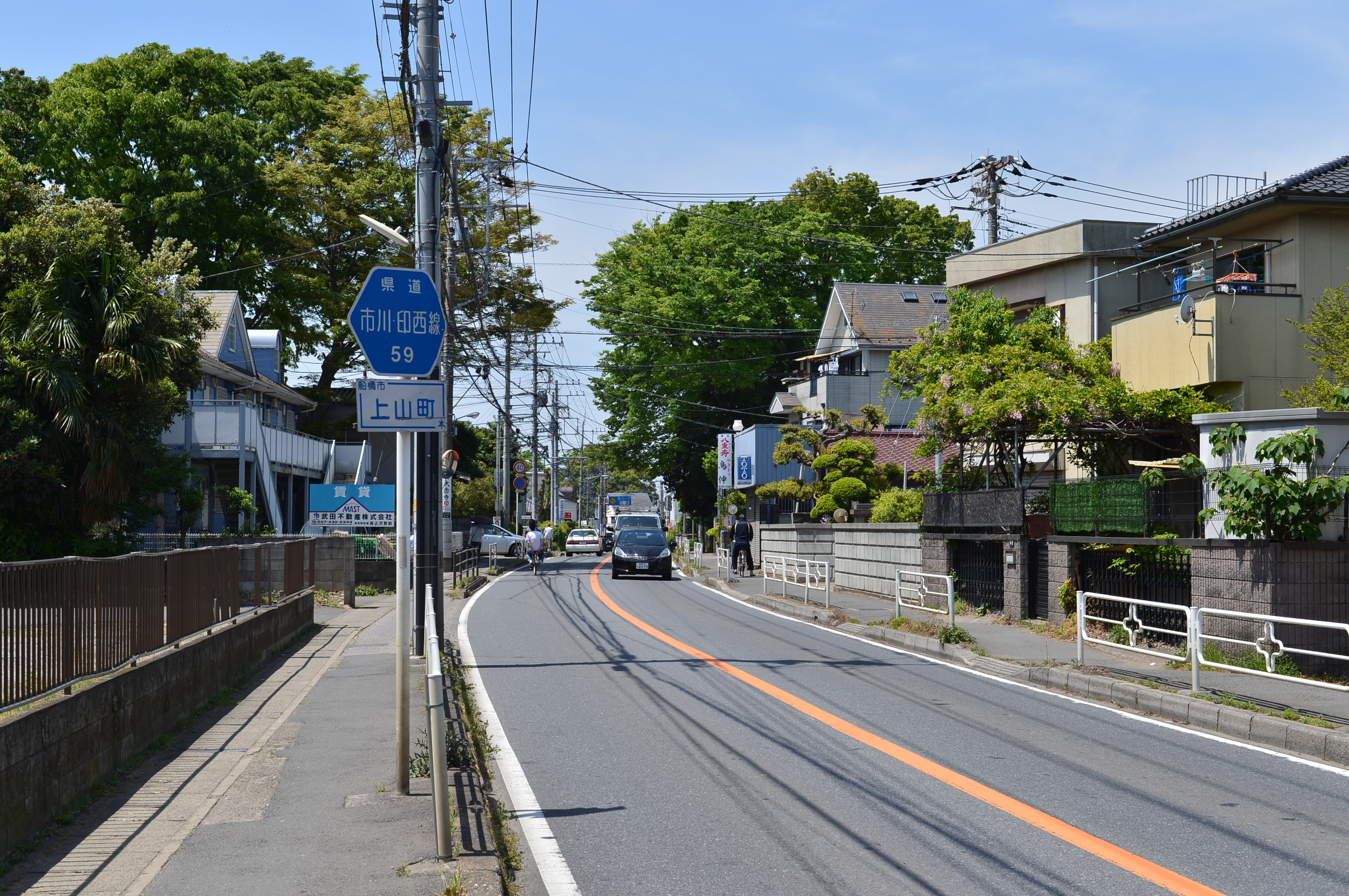
千葉県道59号市川印西線
船橋市上山町（2015年5月）

千葉県道59号市川印西線（ちばけんどう59ごう いちかわいんざいせん）は、千葉県市川市から印西市に至る県道（主要地方道）である。愛称は「木下街道（きおろしかいどう）」。古くは「鹿島道」「銚子道」等とも呼ばれた。

## 概要
本路線は、千葉県葛南地域と北総地域を結ぶ重要な路線で、市川市の国道14号との交点である鬼越二丁目交差点を起点とし、印西市中の口の国道356号との交点である中ノ口交差点を終点とする幹線道路である。
元は現在の東京湾に面した行徳と利根川沿いの木下を結ぶ脇往還として成立し、江戸時代には行徳・八幡（佐倉道）・鎌ケ谷・白井・大森・木下に宿場が置かれていた。

### 路線データ
- 起点：市川市鬼越、鬼越二丁目交差点
- 終点：印西市大森、中ノ口交差点
- 総延長：*.* km（葛南土木事務所管内：*.* km、東葛飾土木事務所管内：*.* km、印旛土木事務所管内：14.097 km）
- 重用延長：*.* km（葛南土木事務所管内：*.* km、東葛飾土木事務所管内：*.* km、印旛土木事務所管内：*.* km）
- 実延長：23.290 km（葛南土木事務所管内：6.149 km[4]、東葛飾土木事務所管内：3.089 km[5]、印旛土木事務所管内：14.052 km[6]）

## 路線状況
船橋市内の中山競馬場付近（「北方十字路」）や、県内の主要道路と交差する「馬込十字路」、「鎌ヶ谷大仏」、「白井」交差点などで渋滞が発生しやすい。その原因として単純に交通量が多いというだけではなく、全区間が両側2車線であり、かつ右折専用レーンを有している交差点が非常に少ないことが挙げられる。鎌ヶ谷市以西の歩道は自転車・人のすれ違い通行が困難な狭さである。

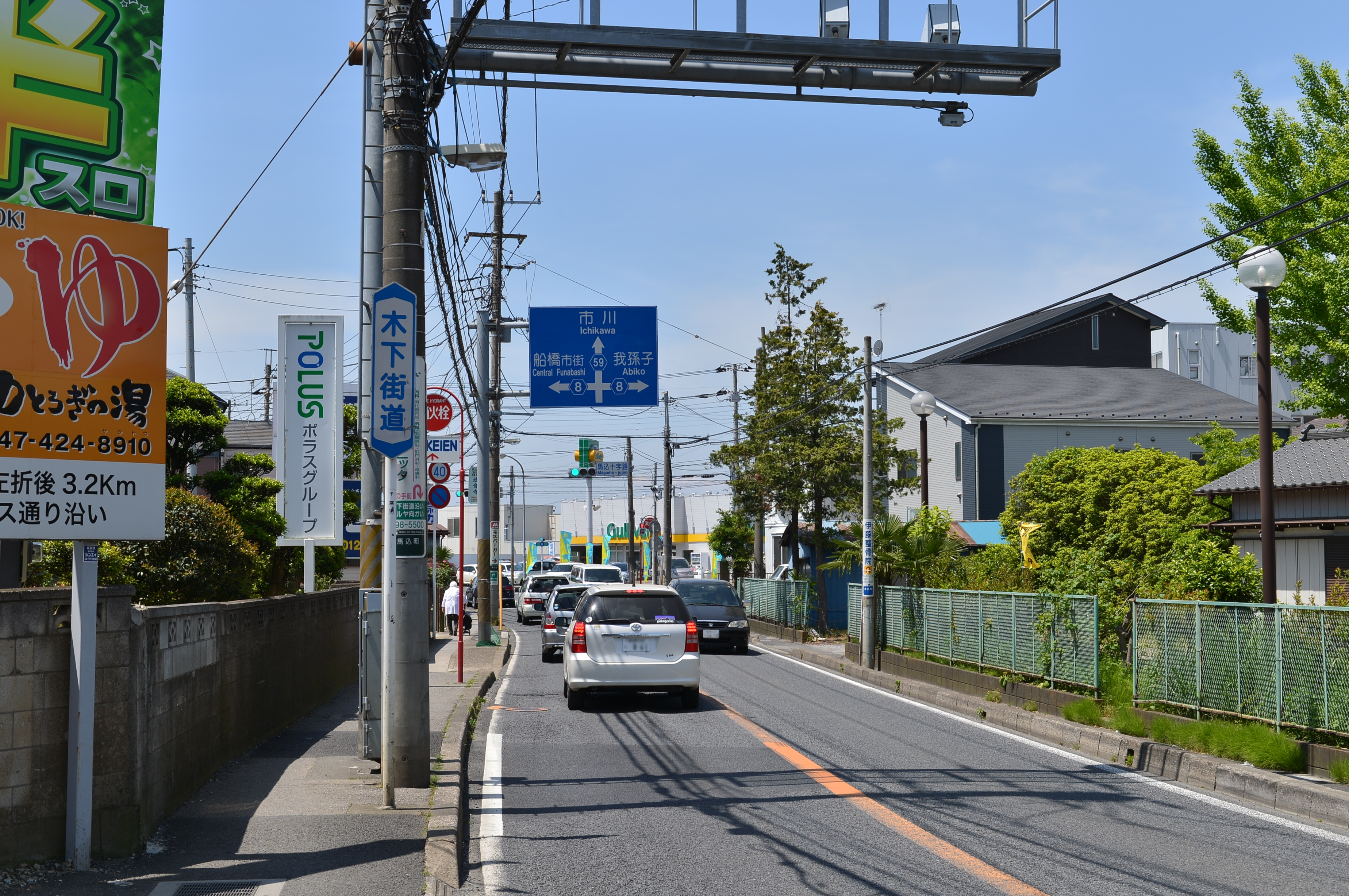
船橋市の馬込十字路付近にて。愛称の木下街道の標識が建つ。（2015年5月）

現在、市川市内では京成電鉄との平面交差のため、踏切遮断による交通渋滞が著しく、また、歩道が狭く大型車の交通が多い危険な状況であるため、交通の円滑化及び歩行者の交通安全を図ることを目的に、1999年（平成11年）度から2020年（令和2年）度にかけて立体交差化事業を進めるとしているが、2022年現在、工事は進捗していない。

### 愛称
- 木下街道

### 重複区間
- 千葉県道9号船橋松戸線（船橋市藤原 - 市川市柏井）
- 千葉県道189号千葉ニュータウン北環状線（白井市根、「白井市役所」交差点付近）
- 千葉県道282号柏印西線（印西市浦部、「松山下公園」交差点 - 終点）

## 地理

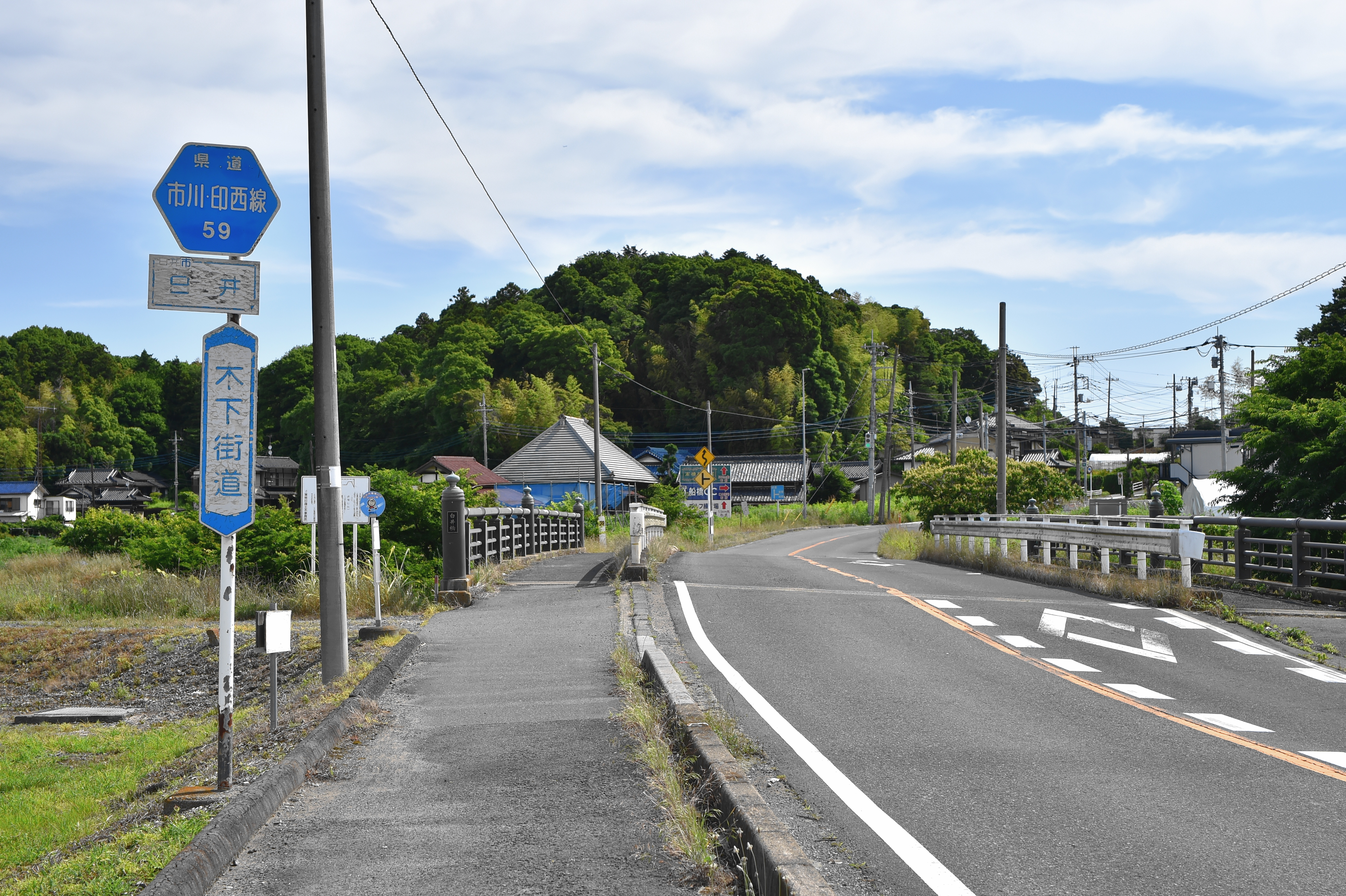
白井市白井（2024年6月）

### 通過する自治体
- 千葉県
  - 市川市 - 船橋市 - 鎌ケ谷市 - 白井市 - 印西市

### 交差する道路
- 国道14号（市川市鬼越、鬼越二丁目交差点、起点）
- 千葉県道180号松戸原木線（市川市若宮、「北方十字路」交差点）
- 千葉県道9号船橋松戸線（船橋市藤原、市川市柏井）
- 千葉県道8号船橋我孫子線（船橋市馬込町、「馬込十字路」交差点）
- 千葉県道57号千葉鎌ケ谷松戸線（鎌ケ谷市鎌ヶ谷、「鎌ケ谷大仏」交差点）
- 千葉県道189号千葉ニュータウン北環状線（白井市根）
- 国道464号（白井市根、「白井大橋」交差点）
- 千葉県道189号千葉ニュータウン北環状線、千葉県道192号白井停車場線（白井市根、「市役所入口」交差点）
- 国道16号（白井市根、「白井」交差点）
- 千葉県道280号白井流山線（白井市白井）
- 千葉県道282号柏印西線（印西市浦部、「松山下公園」交差点）
- 国道356号（印西市中の口、中ノ口交差点、終点）

### 沿線付近の名所
- 中山競馬場（船橋市古作）
- 鎌ヶ谷大仏（鎌ケ谷市）

### 沿線の主な施設
- 中山競馬場
- JR武蔵野線 - 船橋法典駅
- 東武野田線 - 馬込沢駅
- 京成松戸線 - 鎌ヶ谷大仏駅
  - 京成バス千葉ウエスト鎌ヶ谷営業所
- JRA競馬学校
- 北総線 - 白井駅
- 白井市役所
- 船橋カントリークラブ
- 松山下公園

## 関連文献
- 奥平純子、北原理雄「歩行者からみた狭隘歩道の環境 －千葉県船橋市立法典小学校区の木下街道沿道－」『日本建築学会技術報告集』第14巻第28号、日本建築学会、2008年、567-572頁、doi:10.3130/aijt.14.567。